# Płomiennica zimowa

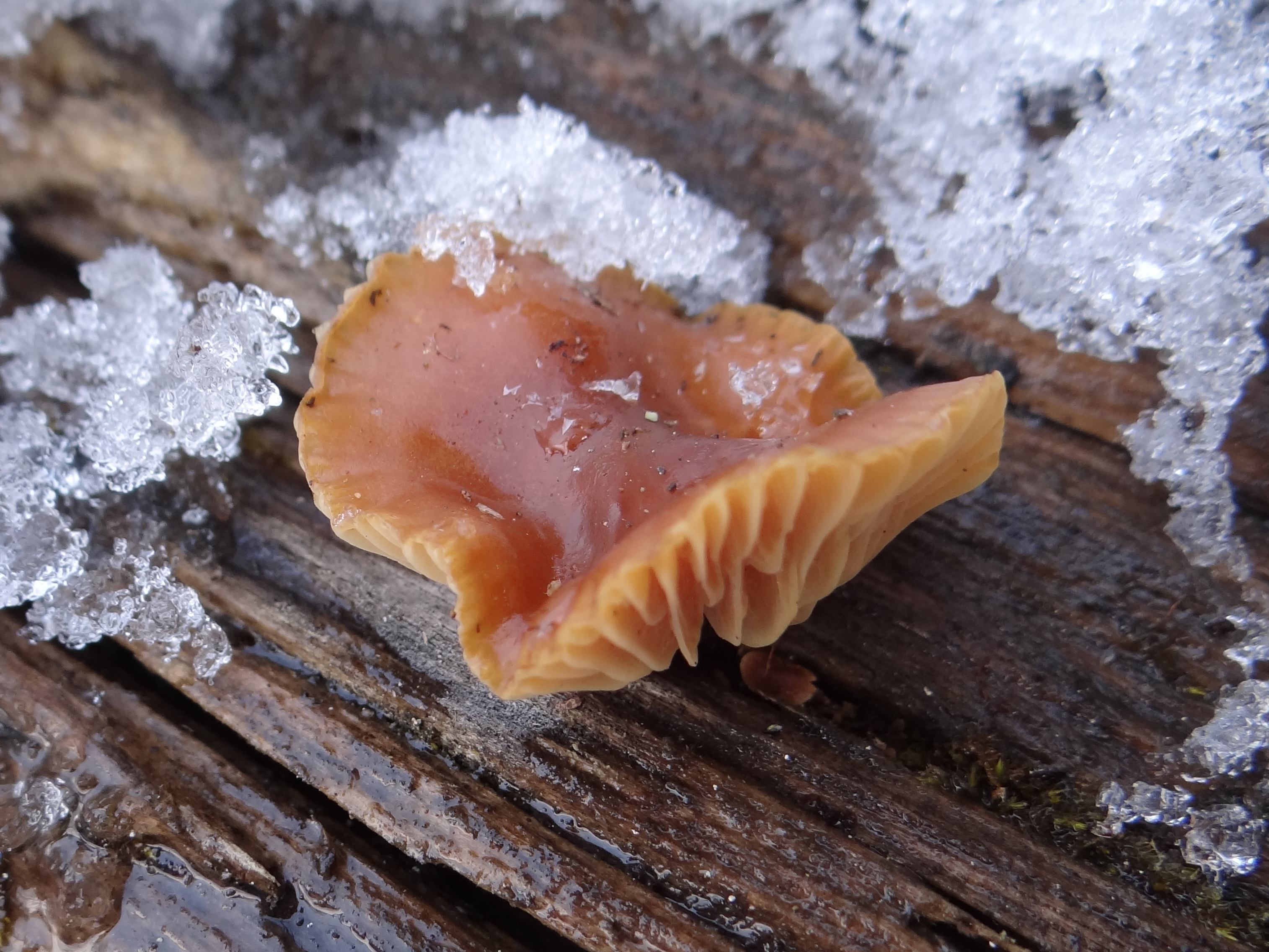
Rośnie nawet w zimie

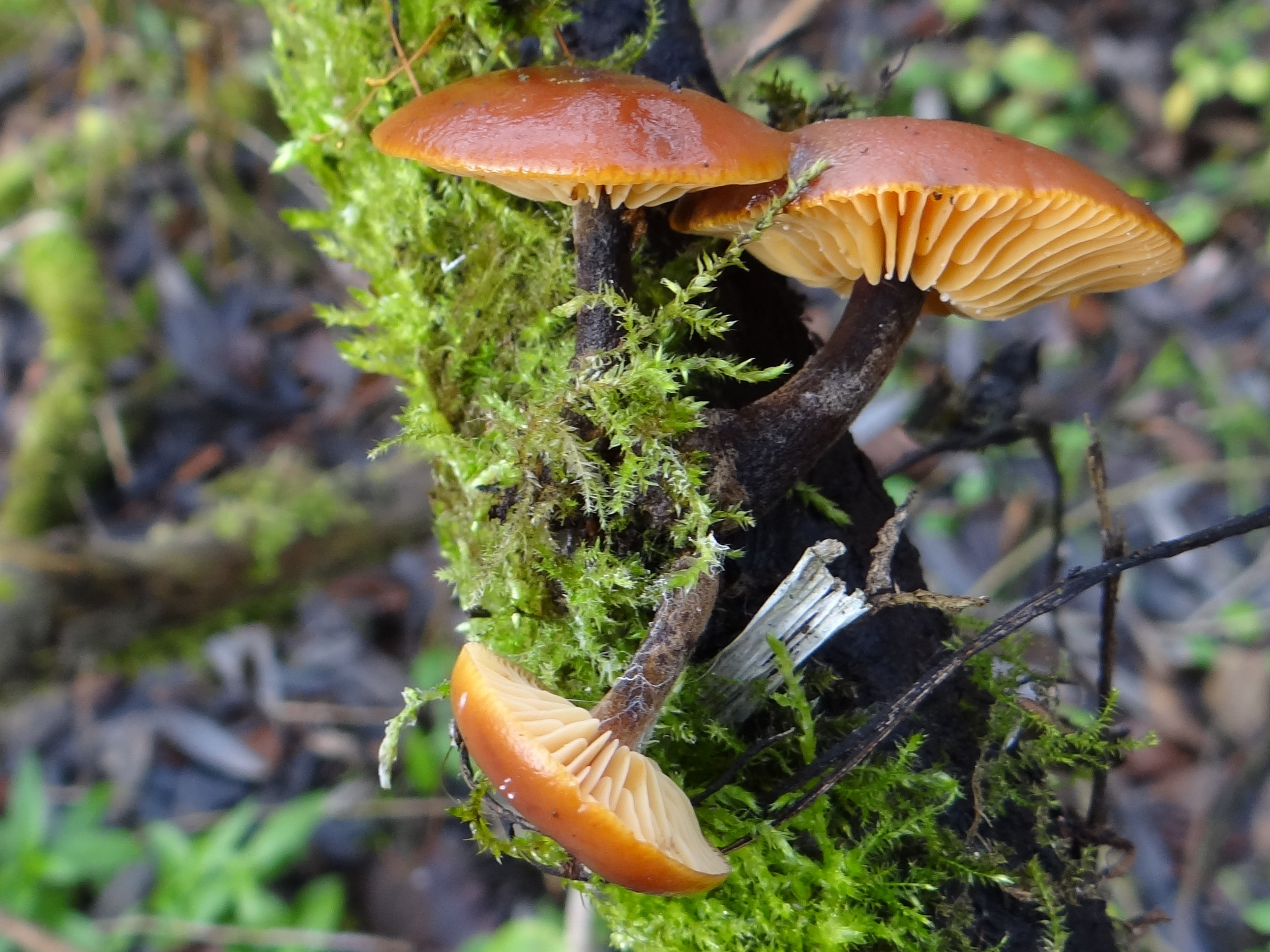

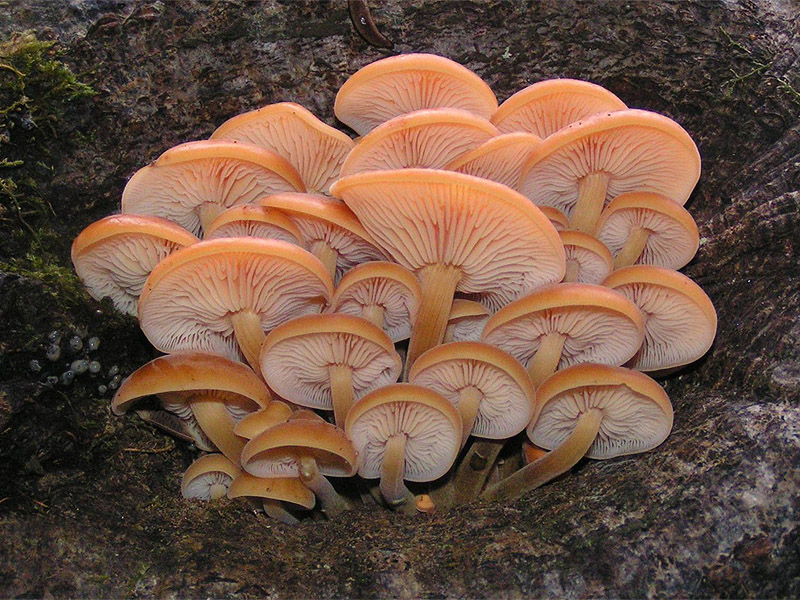

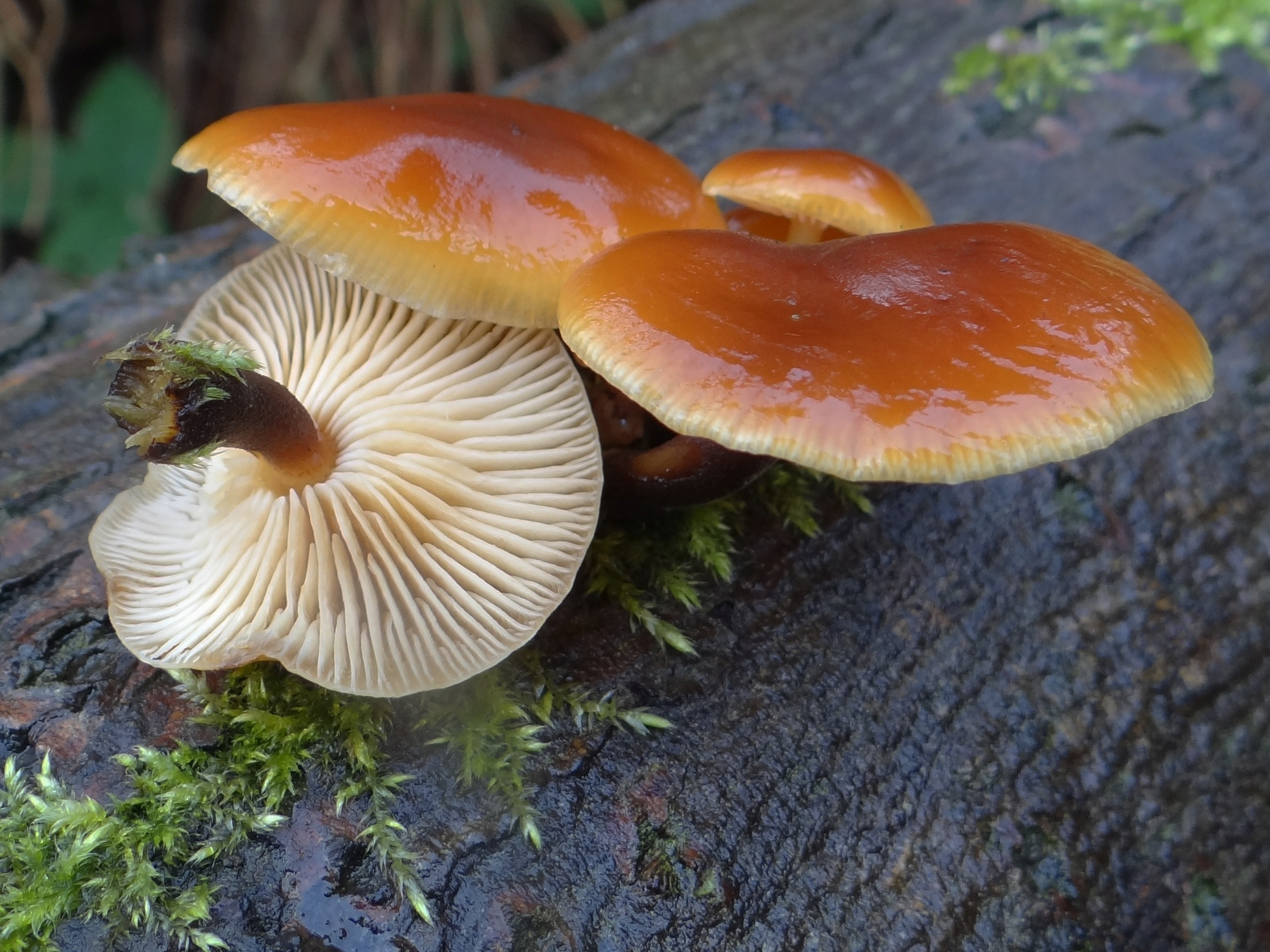

Płomiennica zimowa (Flammulina velutipes  (Curtis) Singer) – gatunek grzybów z rodziny obrzękowcowatych (Physalacriaceae).

## Systematyka i nazewnictwo
Pozycja w taksonomii: Flammulina, Physalacriaceae, Agaricales, Agaricomycetidae, Agaricomycetes, Agaricomycotina, Basidiomycota, Fungi.
Jest gatunkiem typowym rodzaju Flammulina. Po raz pierwszy takson ten zdiagnozował w roku 1782 William Curtis, nadając mu nazwę Agaricus velutipes. Obecną nazwę nadał mu w roku 1949 Rolf Singer, przenosząc go do rodzaju Flammulina. Ma około 40 synonimów naukowych. Niektóre z nich:

- Agaricus velutipes Curtis 1782
- Collybia eriocephala Rea 1902
- Collybia veluticeps Rea 1900
- Collybia velutipes (Curtis) P. Kumm. 1871
- Collybidium velutipes (Curtis) Earle 1909
- Flammulina velutipes (Curtis) Singer 1951
- Gymnopus velutipes (Curtis) Gray 1821
- Myxocollybia velutipes (Curtis) Singer 1939
- Pleurotus velutipes (Curtis) Quél. 1888

Polską nazwę nadał mu Władysław Wojewoda w 1987 r. W polskim piśmiennictwie mykologicznym ma też inne nazwy: kółkorodek aksamitnotrzonowy, monetka aksamitna, opieńka aksamitnotrzonowa i zimówka aksamitna. W medycynie chińskiej ma nazwę enoki.

## Morfologia
Kapelusz
Średnica 1–7 cm, u młodych owocników półkulisty, u starszych płaski. Żółtopomarańczowy, pomarańczowy lub żółtobrązowy, gładki, podczas wilgoci bardzo śliski i błyszczący.
Blaszki
Najpierw białawe, później ochrowożółte, rzadkie, przy trzonie zaokrąglone, wypukłe.
Trzon
Wysokość 5–10 cm, grubość 3–8 mm, cylindryczny, rurkowato dęty, centralny lub boczny, często zakrzywiony. Pierścienia brak. Kolor czarnobrązowy u góry żółto rozjaśniony. Poczynając od dołu mniej lub bardziej pokryty brązowym zamszem.
Miąższ
Elastyczny, w trzonie łykowaty. Biały lub kremowy, cienki, nie zmieniający zabarwienia po przekrojeniu. Smak nieznaczny, zapach przyjemny, ale niewyraźny.
Wysyp zarodników
Biały, nieamyloidalny. Zarodniki o średnicy 6–9 × 4–4,5 µm, cylindryczne, bezbarwne.
Gatunki podobne
Biały wysyp zarodników jest bardzo charakterystyczny i zdecydowanie odróżnia płomiennicę zimową od grzybów, z którymi może być mylona: hełmówką jadowitą (Galerina marginata), łuszczakiem zmiennym (Kuehneromyces mutabilis) albo maślanką wiązkową (Hypholoma fasciculare). Wszystkie wymienione mają ciemniejszy wysyp zarodników. Bardzo charakterystyczny dla płomiennicy zimowej jest też okres pojawiania się owocników, zamszowy, ciemny trzon i miedzianożółta barwa kapelusza.
Bardzo podobne do płomiennicy zimowej są inne gatunki z rodzaju Flammulina, do których w Europie zaliczamy:
- Flammulina elastica – różni się kształtem blaszek oraz cechami mikroskopowymi. Występuje głównie na wierzbach, rzadziej na topoli osice.
- Płomiennica letnia (Flammulina fennae) – występuje głównie latem oraz ma zazwyczaj jaśniejszy kapelusz.
- Flammulina ononidis – występuje na łąkach na pozostałościach wilżyny ciernistej.
- Płomiennica topolowa – w przeciwieństwie do płomiennicy zimowej zazwyczaj ma korzeniasty trzon. Jest również jaśniejsza, występuje głównie na topolach.
- Flammulina rossica – ma bardzo jasny kapelusz, różni się głównie cechami mikroskopowymi[9].

## Występowanie i siedlisko
Płomiennica zimowa rozprzestrzeniona jest na całej półkuli północnej w strefie klimatu umiarkowanego, występuje także w Australii. W Polsce jest bardzo pospolita.
Grzyb nadrzewny, saprotrof. Rośnie od października do grudnia, a podczas łagodnej zimy nawet do marca, na pniakach i pniach drzew liściastych, prawie zawsze kępami, najobficiej na topolach i wierzbach. Grzyb jest niewrażliwy na mróz i nie gnije. Rośnie na martwych drzewach, ale także na żywych, nawet na wysokości kilku metrów nad ziemią. Rośnie w lasach liściastych i mieszanych, ale także w parkach, a nawet ogrodach.
Stwierdzono występowanie płomiennicy zimowej na następujących gatunkach drzew i krzewów liściastych: bez czarny, brzoza brodawkowata, buk, dereń świdwa, dąb, grab, głóg, jabłoń domowa, jarząb pospolity, jesion wyniosły, kasztanowiec pospolity, lipa, morwa biała, olsza czarna, orzech włoski, porzeczka zwyczajna, robinia, roztrzeplin wiechowaty, topola, wierzba, wiąz, klon. Na drzewach iglastych występuje bardzo rzadko i tylko na żywotniku. Ulubionymi miejscami występowania tego grzyba są pnie topolowe i wierzbowe.

## Znaczenie
- Grzyb jadalny: smaczny grzyb, nadaje się do zup i marynowania. Szczególnie cenny dlatego, że owocuje zimą. Jest również uprawiany. Podczas mrozów nie rośnie, ale po ustąpieniu mrozów rośnie dalej[12].
- Podczas badań nad działaniami trombolitycznymi, fibrynolitycznymi i powodującymi krzepnięcie mleka oraz ogólnie proteolitycznymi owocników 400 gatunków podstawczaków należących do różnych grup taksonomicznych i ekologicznych, stwierdzono, że wśród saprotrofów wysoki i stabilny poziom enzymów trombolitycznych występuje u gatunków lignotroficznych: płomiennicy zimowej i żyłkowca różowawego (Rhodotus palmatus)[13].
- Jest grzybem leczniczym o działaniu przeciwgrzybiczym, przeciwzapalnym, przeciwnowotworowym, przeciwwirusowym i immunomodulacyjnym[14]. Łagodzi bóle stawów, wspomaga prawidłowe funkcjonowanie układu odpornościowego, poprawia wygląd skóry, pomagając zachować jej młody wygląd[4].
- W wielu krajach, zwłaszcza w Azji, jest grzybem uprawnym[4].